# Barajul Gura Apelor

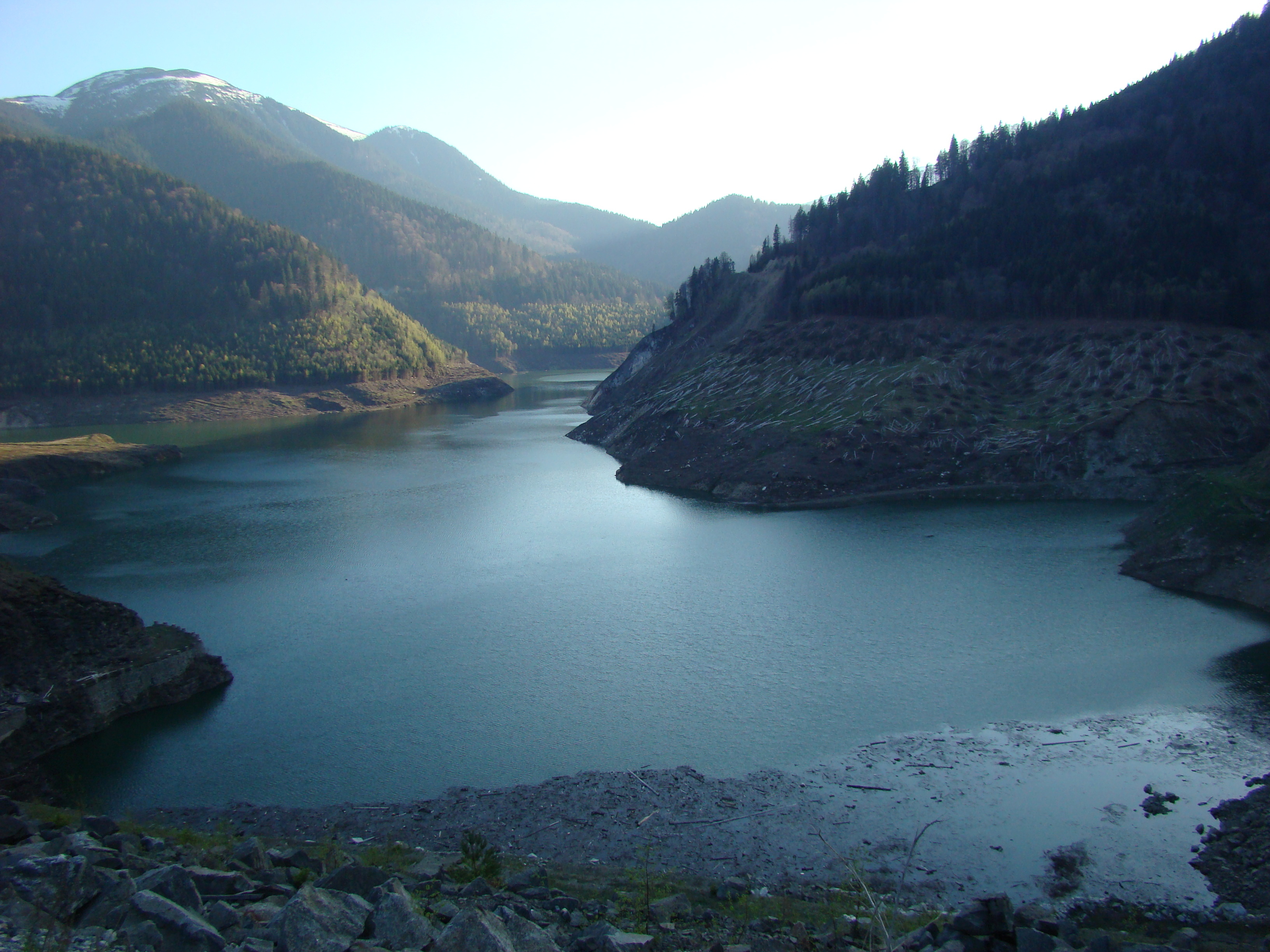
Lacul de acumulare Gura Apelor, foto: aprilie 2012.

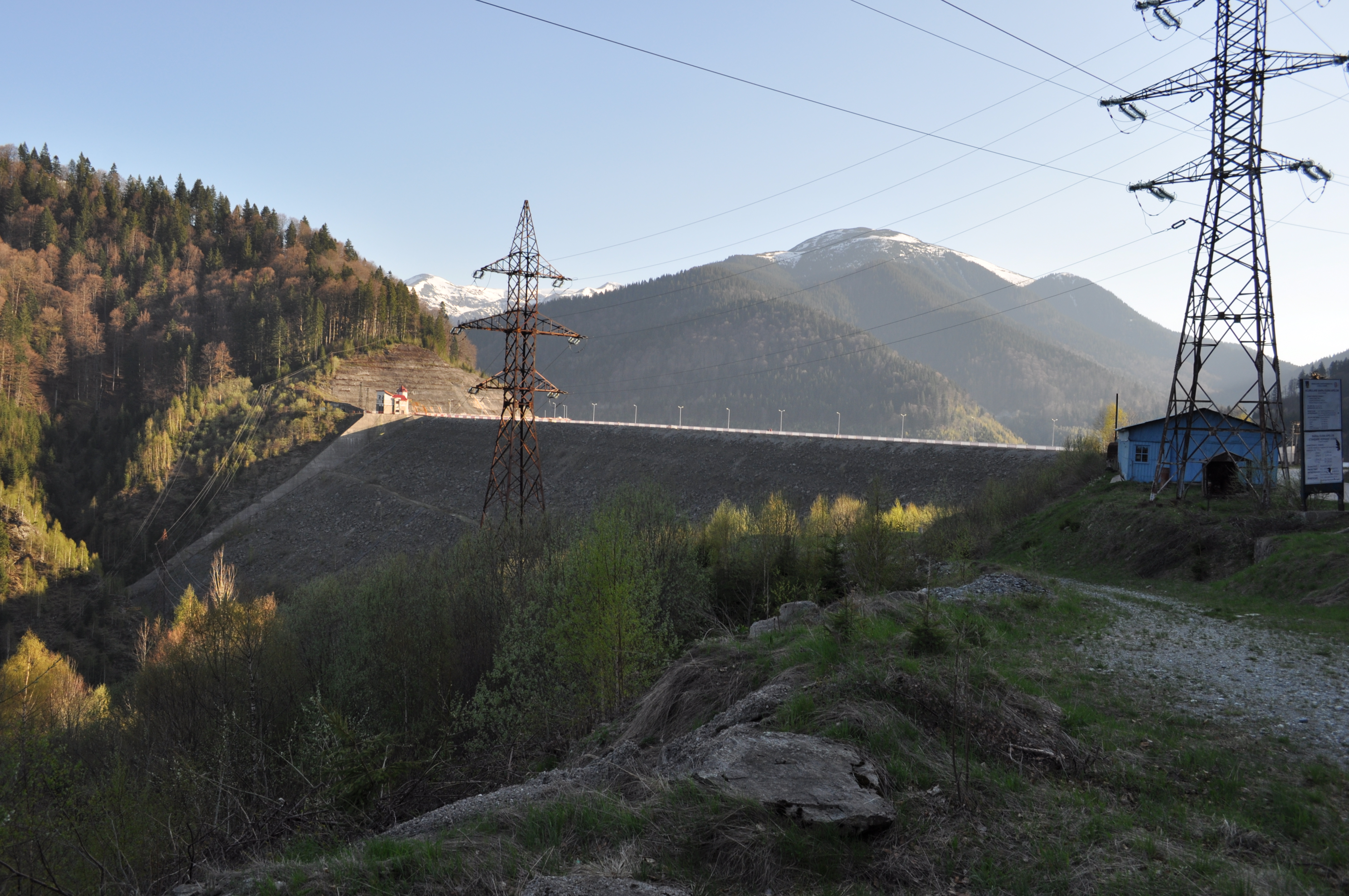
Barajul din anrocamente cu miez de argilă, foto: aprilie 2012.

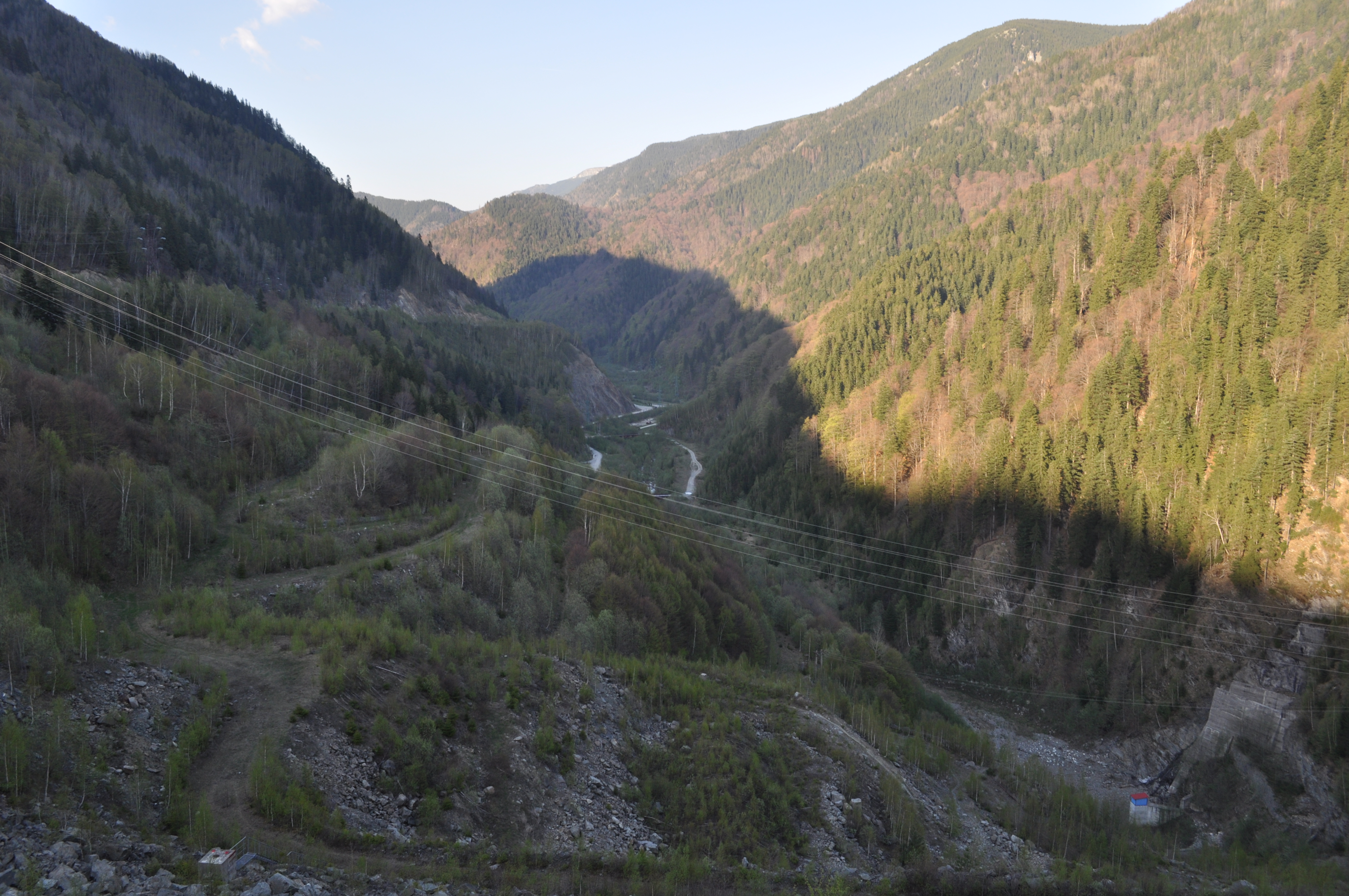
Împrejurimi și canalul de fugă

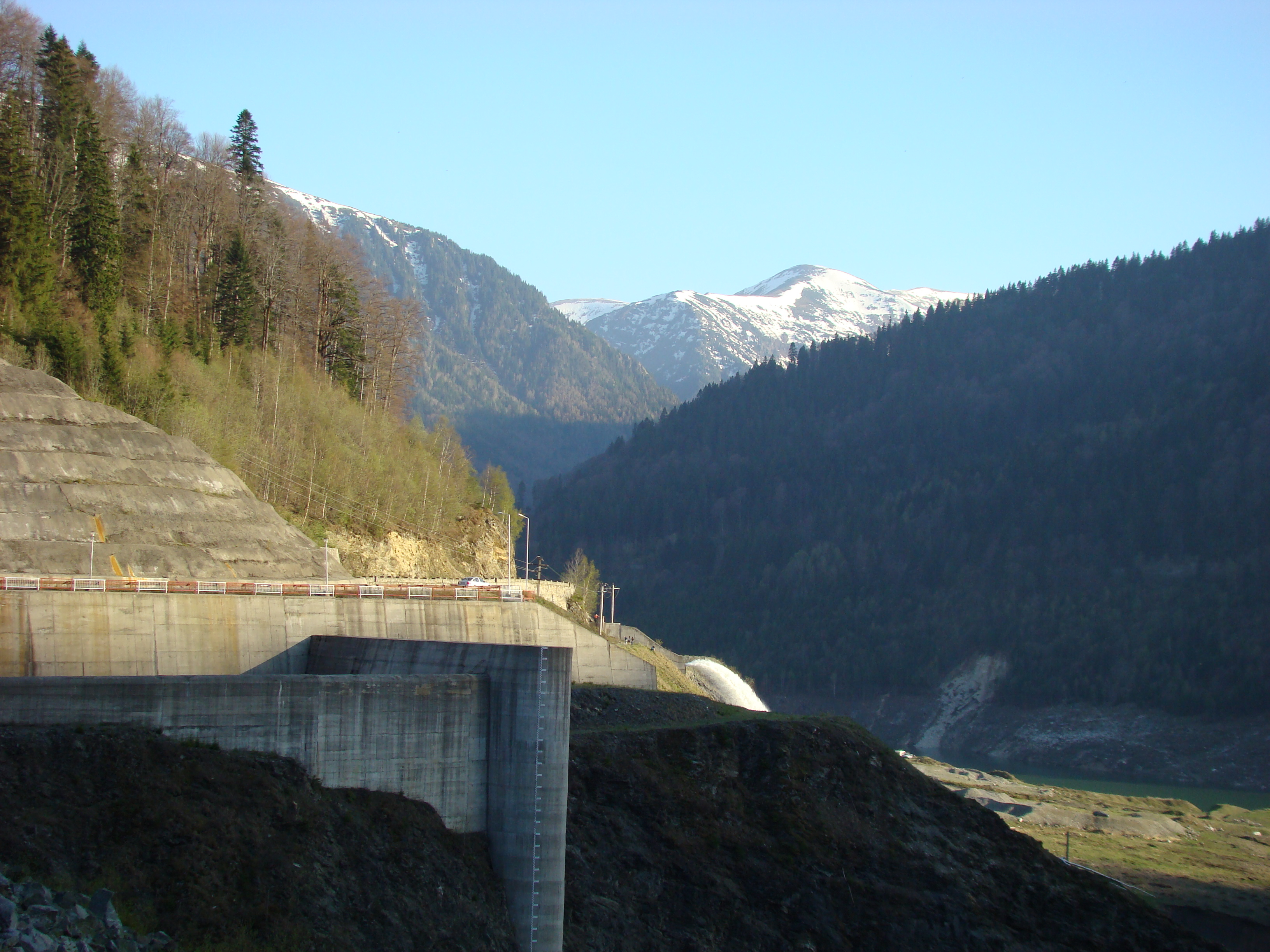
Împrejurimi

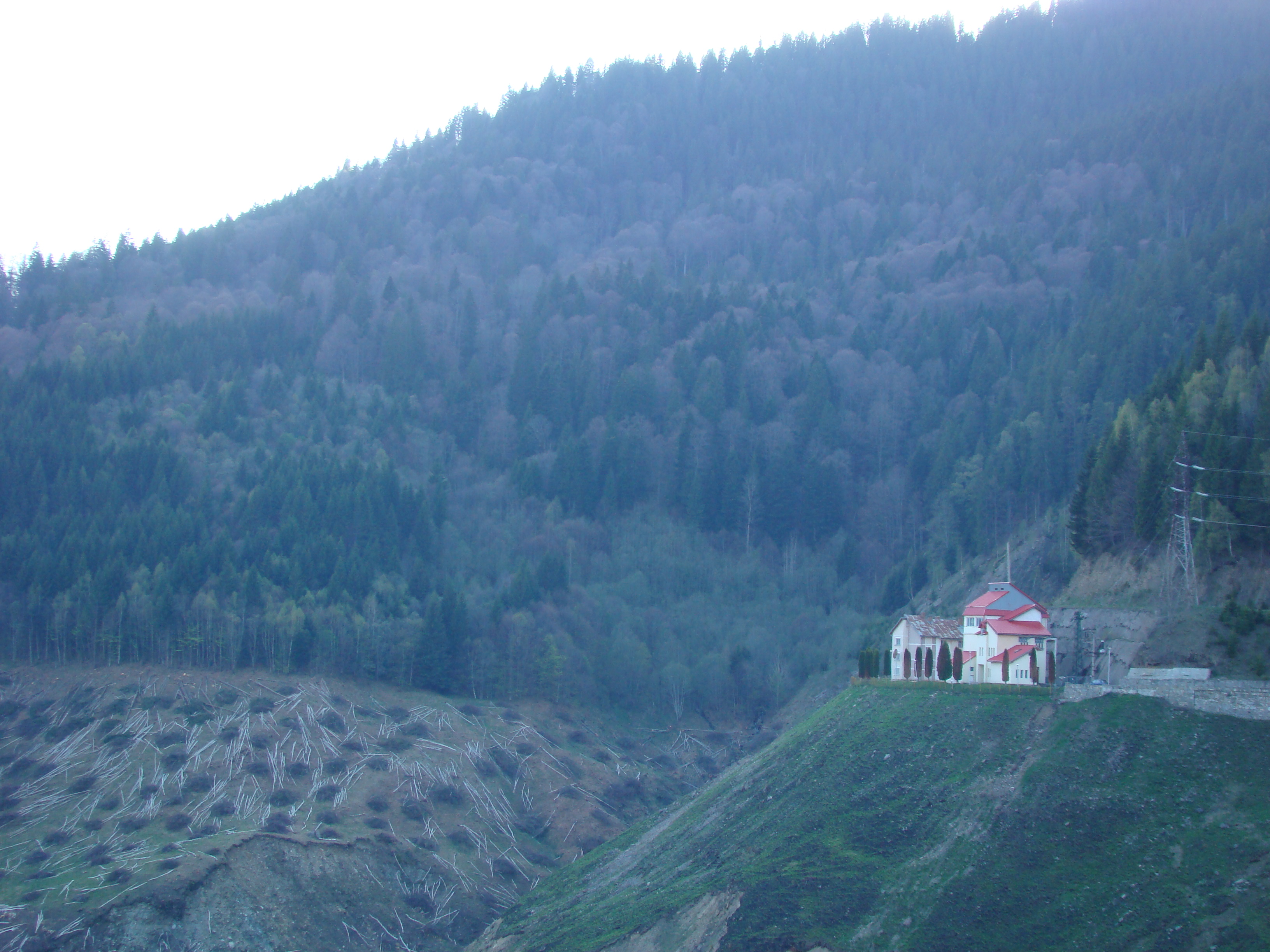
Împrejurimi

Barajul de la Gura Apei (sau Gura Apelor) este un baraj artificial construit între anii 1975 și 1986 pe valea Râului Mare, la aproximativ 40 de km de Hațeg, la intrarea în Parcul Național Retezat din Munții Retezat (Carpații Meridionali, România). Este cel mai mare baraj de anrocamente și miez de argilă din Europa.
Construcția barajului a început în 1975. Dimensiunile lui sunt impresionante: 168 m înălțime, 225 milioane de metri cubi de apă în lacul de acumulare, dimensiunile întregului baraj le întrec de trei ori pe cele ale piramidei lui Keops. Pe cursul râului Mare a fost construită o salbă de 10 hidrocentrale. Amenajarea hidroenergetică Râul Mare-Retezat are ca rol atât producerea de energie electrică, cât și regularizarea cursului râului și atenuarea undelor de viitură. Ultima verigă finalizată este formată din lacul de acumulare, barajul și hidrocentrala de la Sântămăria-Orlea. Lacul de acumulare de la Orlea asigură alimentarea cu apă a aproape jumătate din județul Hunedoara, a orașelor Hațeg, Călan, Simeria, Deva.

## Date hidrotehnice
Totul a început în anul 1974, când, în urma Hotărârii Consiliului de Miniștri nr.759, amenajarea hidroenergetică Râul Mare–Retezat, formată din barajul Gura Apelor, hidrocentrala subterană Retezat și hidrocentrala Clopotiva, a luat ființă ca prima investiție pentru amenajarea potențialului hidroenergetic al Râului Mare.
Amenajarea hidroenergetică Râul Mare-Retezat cuprinde barajul Gura Apelor și hidrocentralele Retezat și Clopotiva, cu o putere instalată de 349 MW și o energie medie multianuală de 629,50 GWh.
Barajul Gura Apelor este un baraj din anrocamente cu nucleu central de argilă, cu înălțimea de 168 m. Acesta este amplasat la confluența râurilor Lăpușnicul Mare, Lăpușnicul Mic și râul Șes, în locul numit Gura Apelor, situat la 45 km de orașul Hațeg. Lacul de acumulare Gura Apelor are o suprafață de 390 ha și un volum total de 210 milioane mc, asigurat prin captarea debitelor Râului Mare și a debitelor cursurilor de apă captate prin intermediul aducțiunii secundare și aducțiunii principale Retezat.
Hidrocentrala Retezat, construcție subterană realizată între anii 1977-1986, este a doua centrală de vârf de pe râurile interioare din țară. Aceasta este echipată cu două turbine de tip Francis, cu o putere instalată de 335 MW și o energie medie multianuală de 605 GWh.
Hidrocentrala Clopotiva, situată în aval de hidrocentrala Retezat, este echipată cu două turbine de tip Kaplan cu o putere instalată de 14 MW. Este o centrală pe derivație, cu rol de centrală de restituție.
Cele 9 hidrocentrale din cadrul Amenajării hidroenergetice Râul Mare Aval au o putere instalată totală de 134,3 MW și asigură o producție medie anuală a energiei de 193,4 GWh. Amenajarea situată în depresiunea Hațegului, între hidrocentrala Clopotiva și confluența Râului Mare cu râul Strei, cuprinde 3 acumulări (Ostrovul Mic, Păclișa și Hațeg) realizate cu baraj și diguri perimetrale din materiale locale, și cu centrală în frontul de retenție, și 6 hidrocentrale amplasate pe canale de derivație (Ostrovul Mare, Cârnești I, Cârnești II, Totești I, Totești II și Orlea). Toate hidrocentralele sunt echipate cu câte două turbine de tip Kaplan.

## Imagini

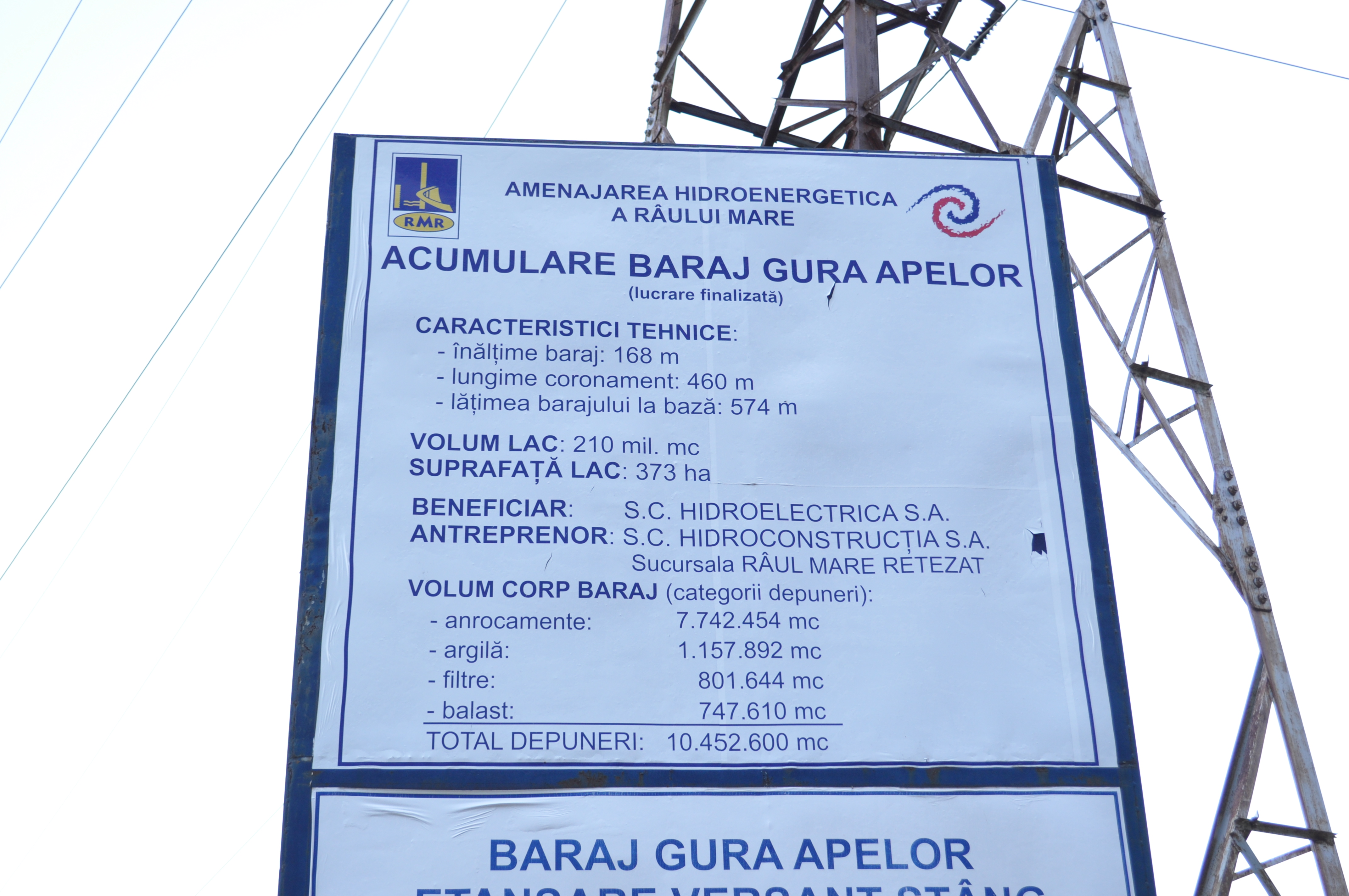
Panou informativ Hidroconstrucția
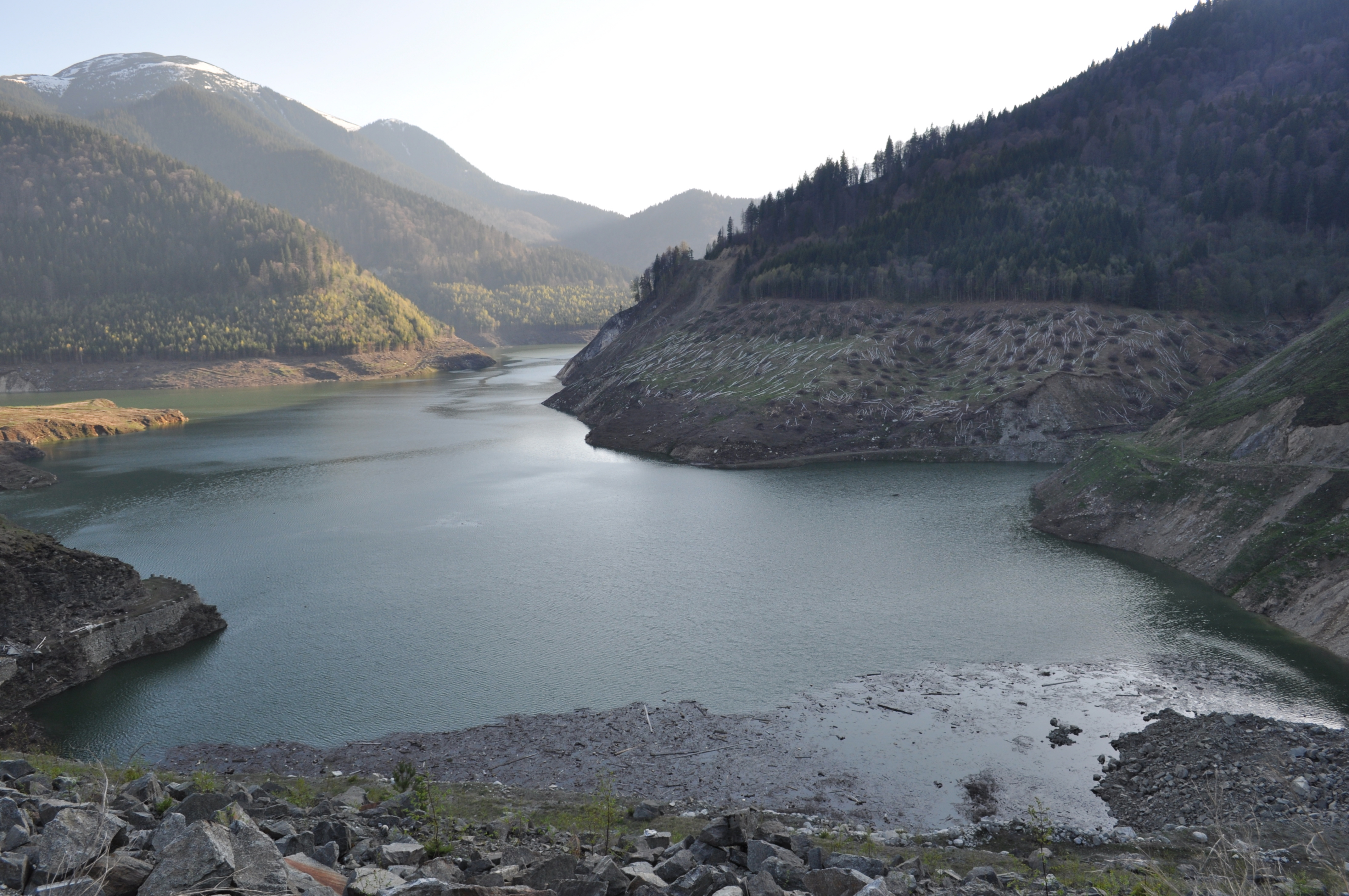
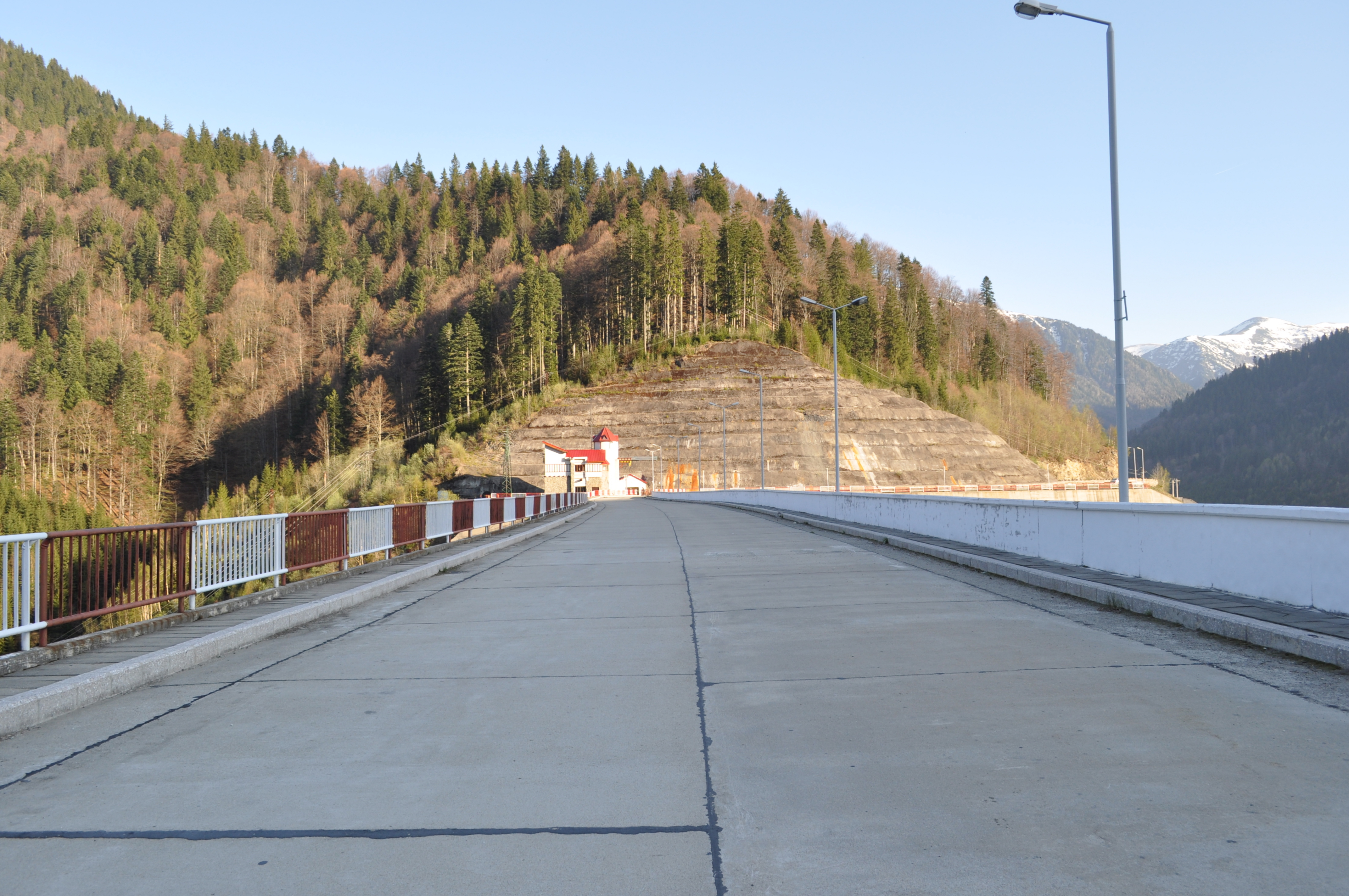
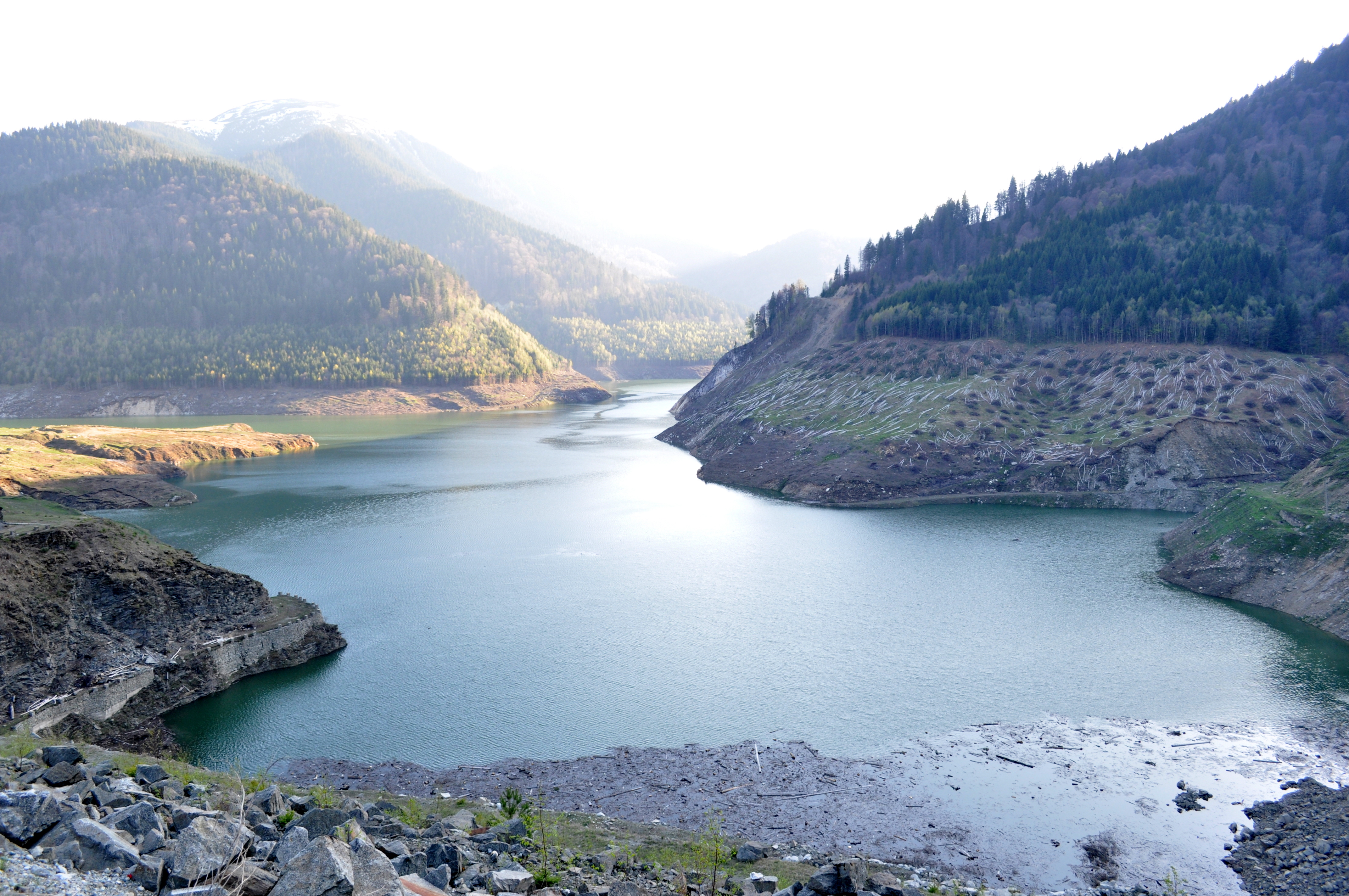
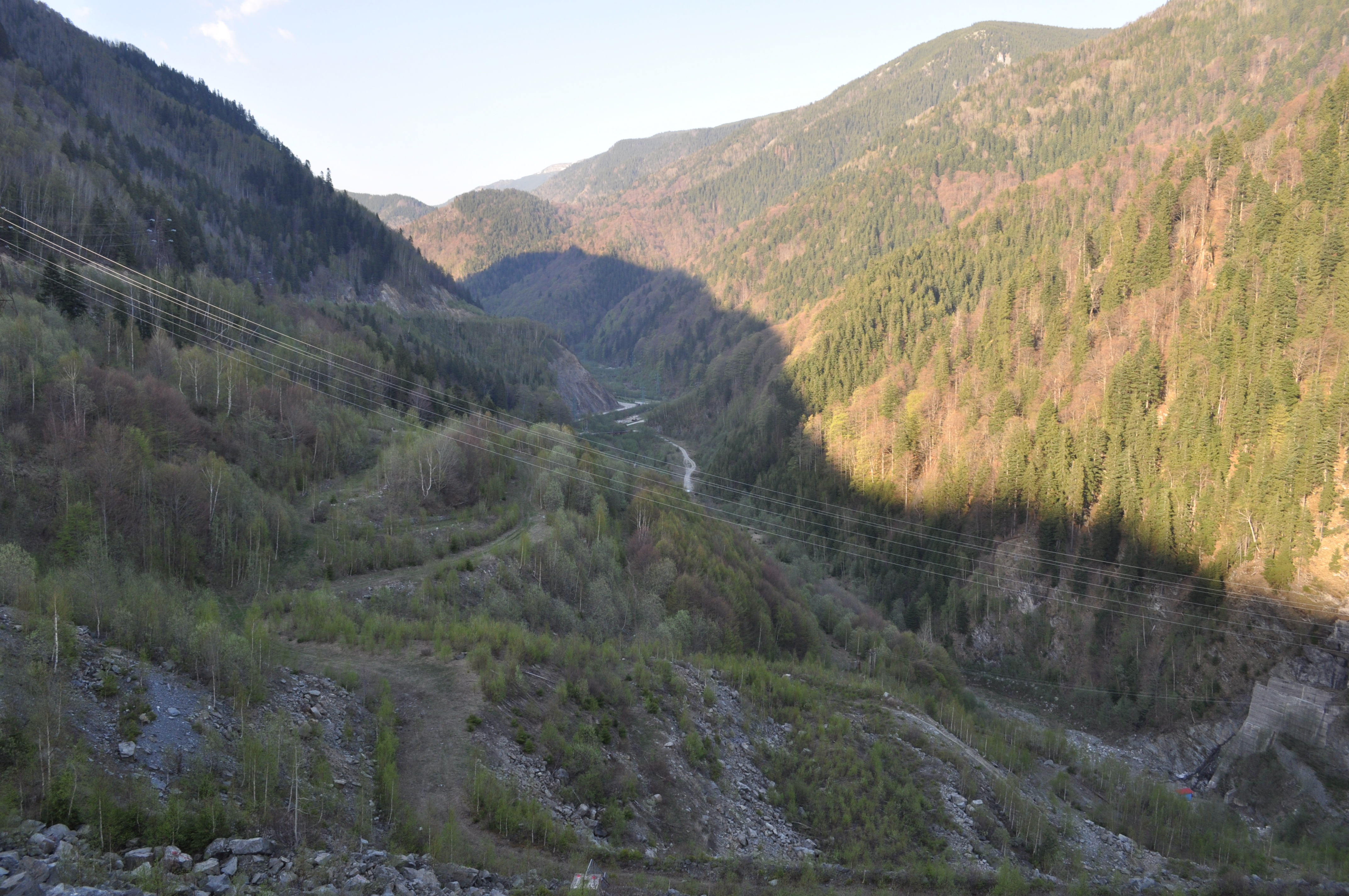
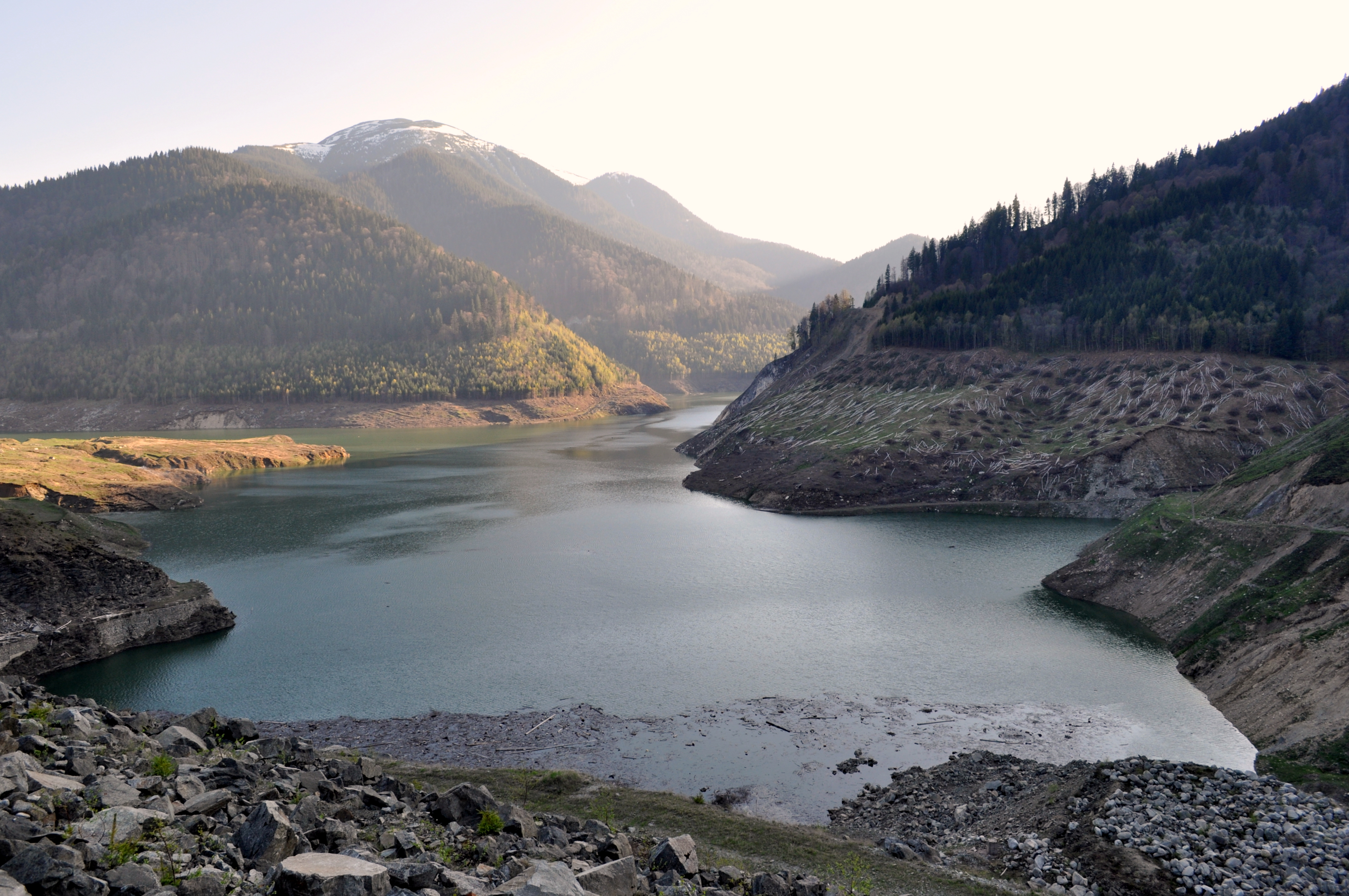
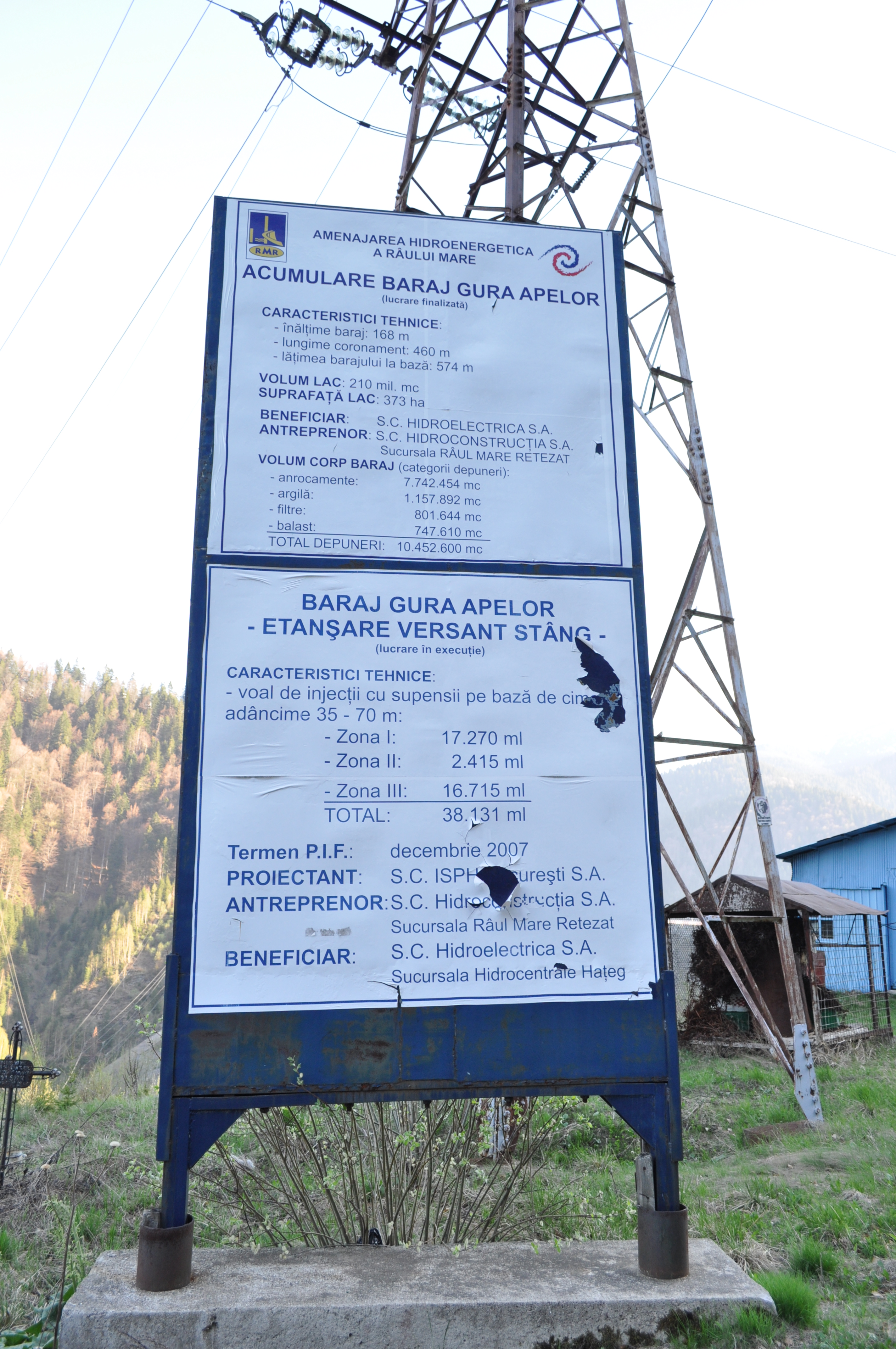
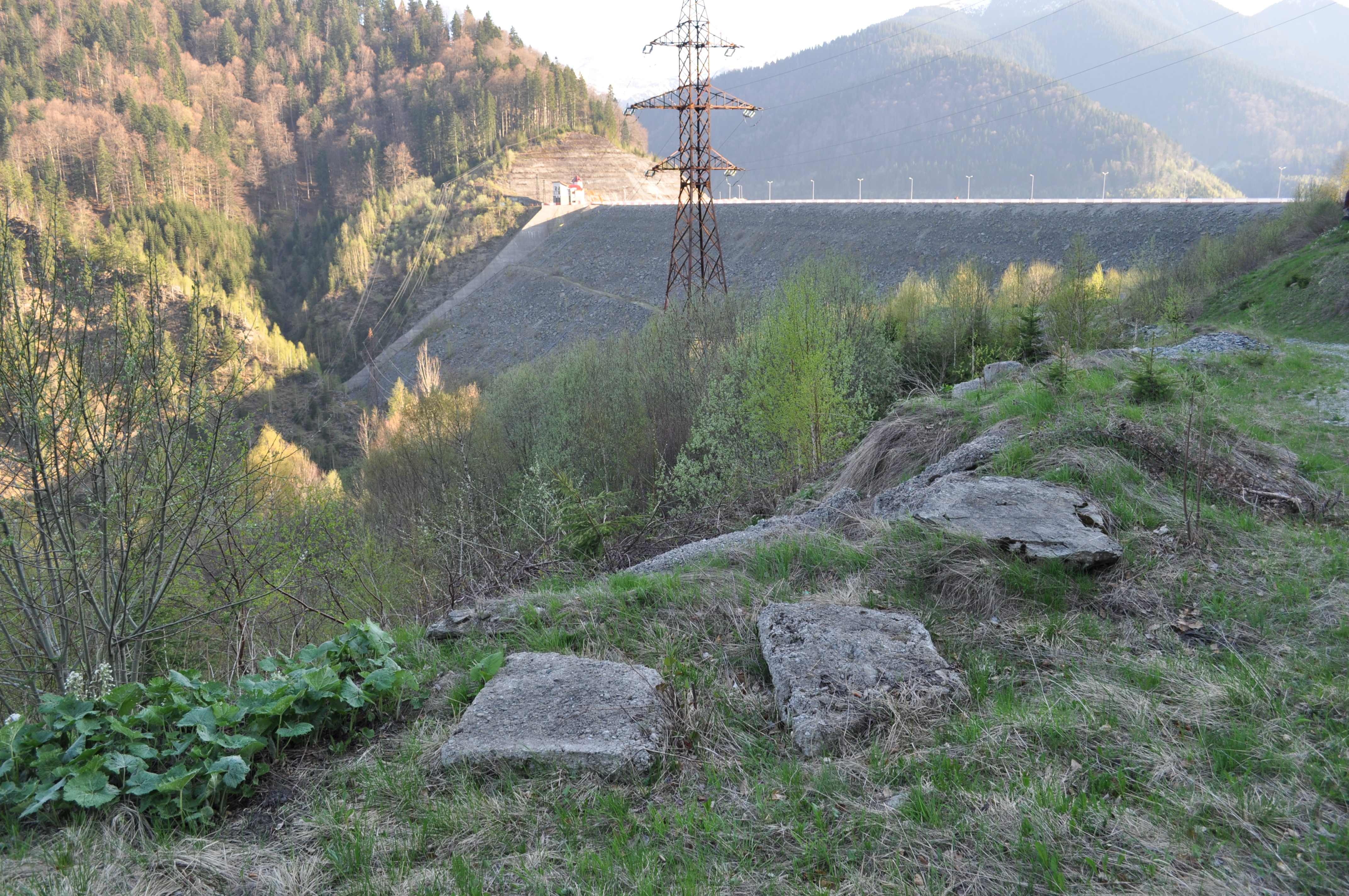
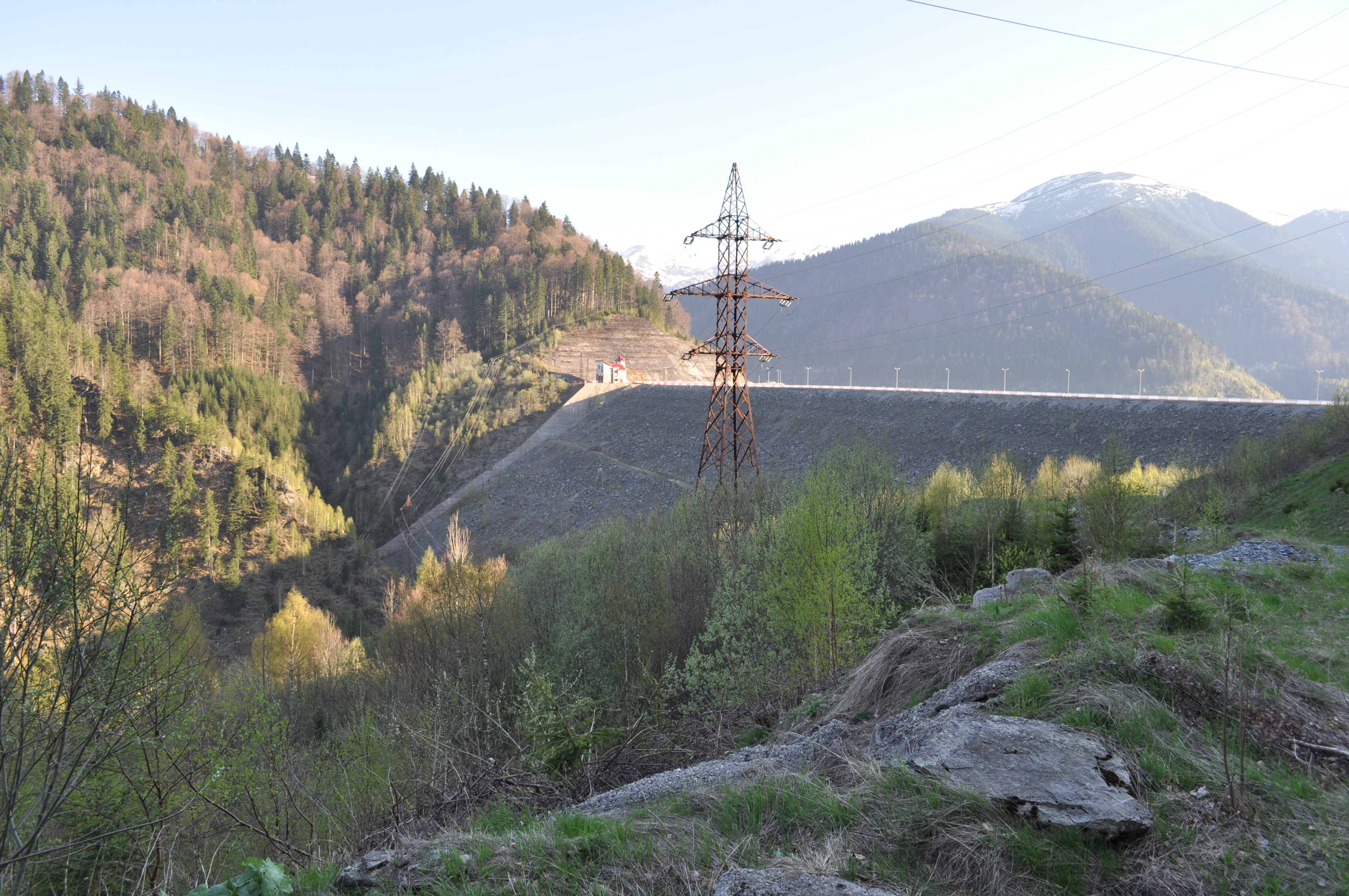
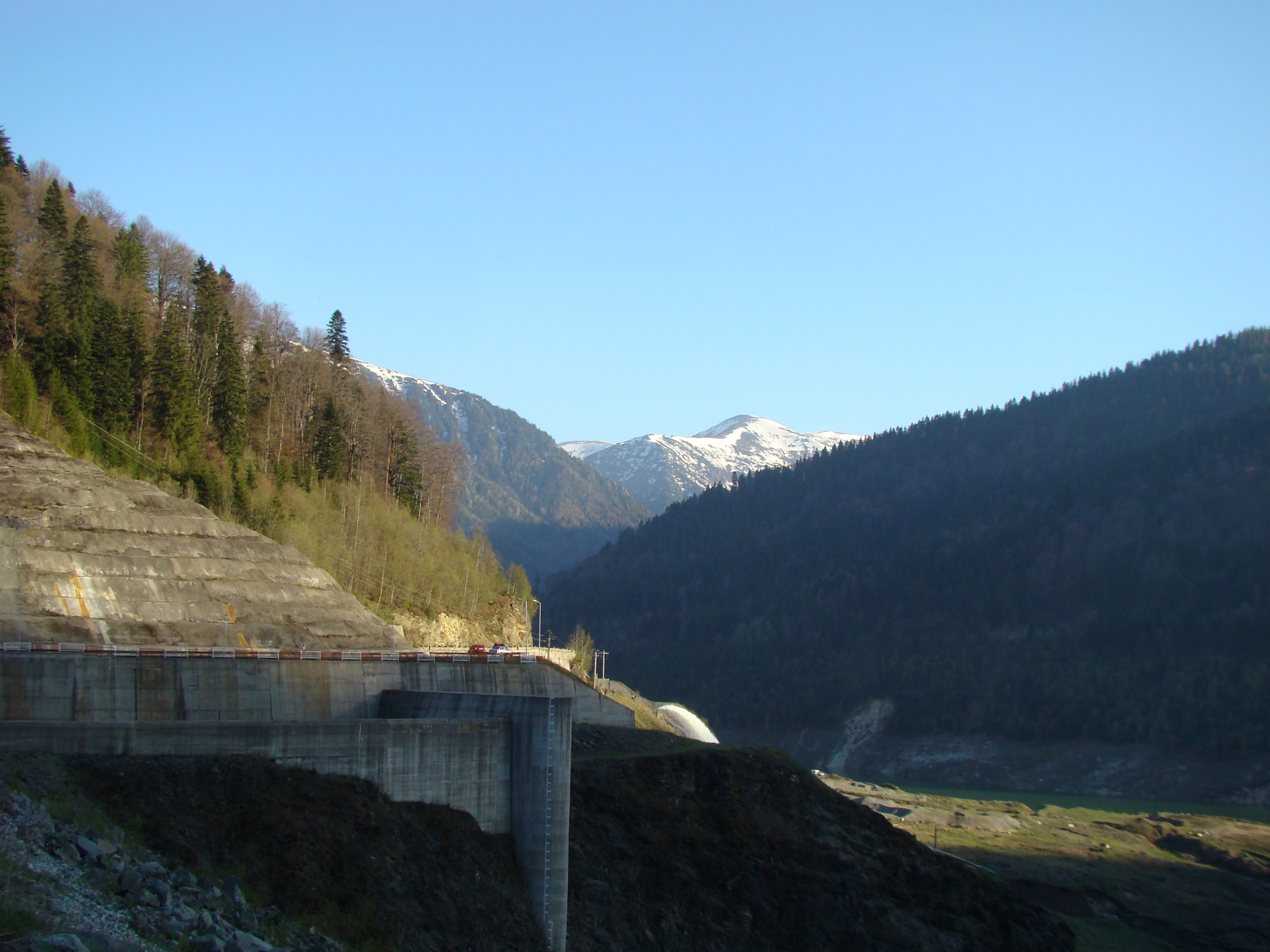
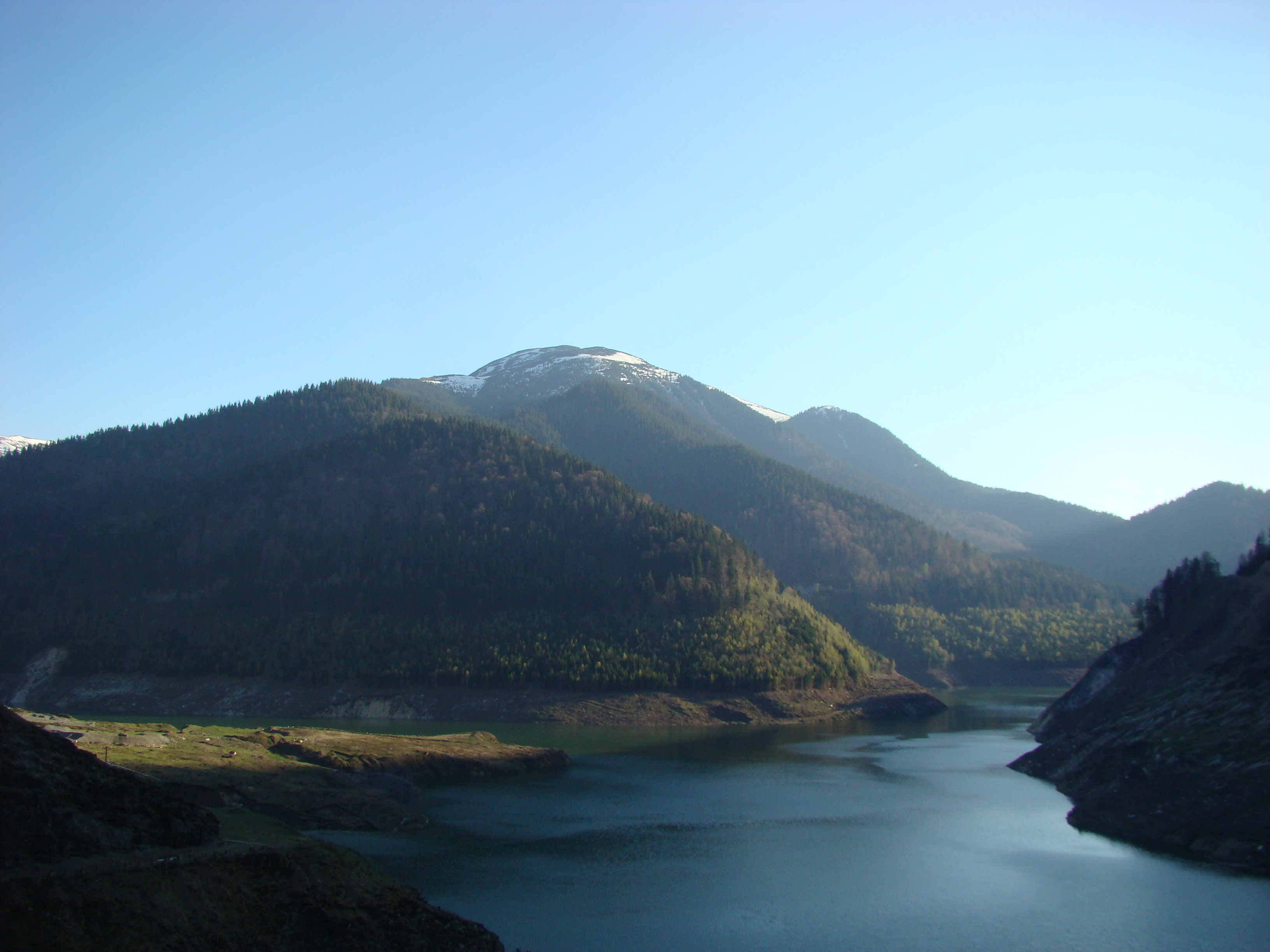
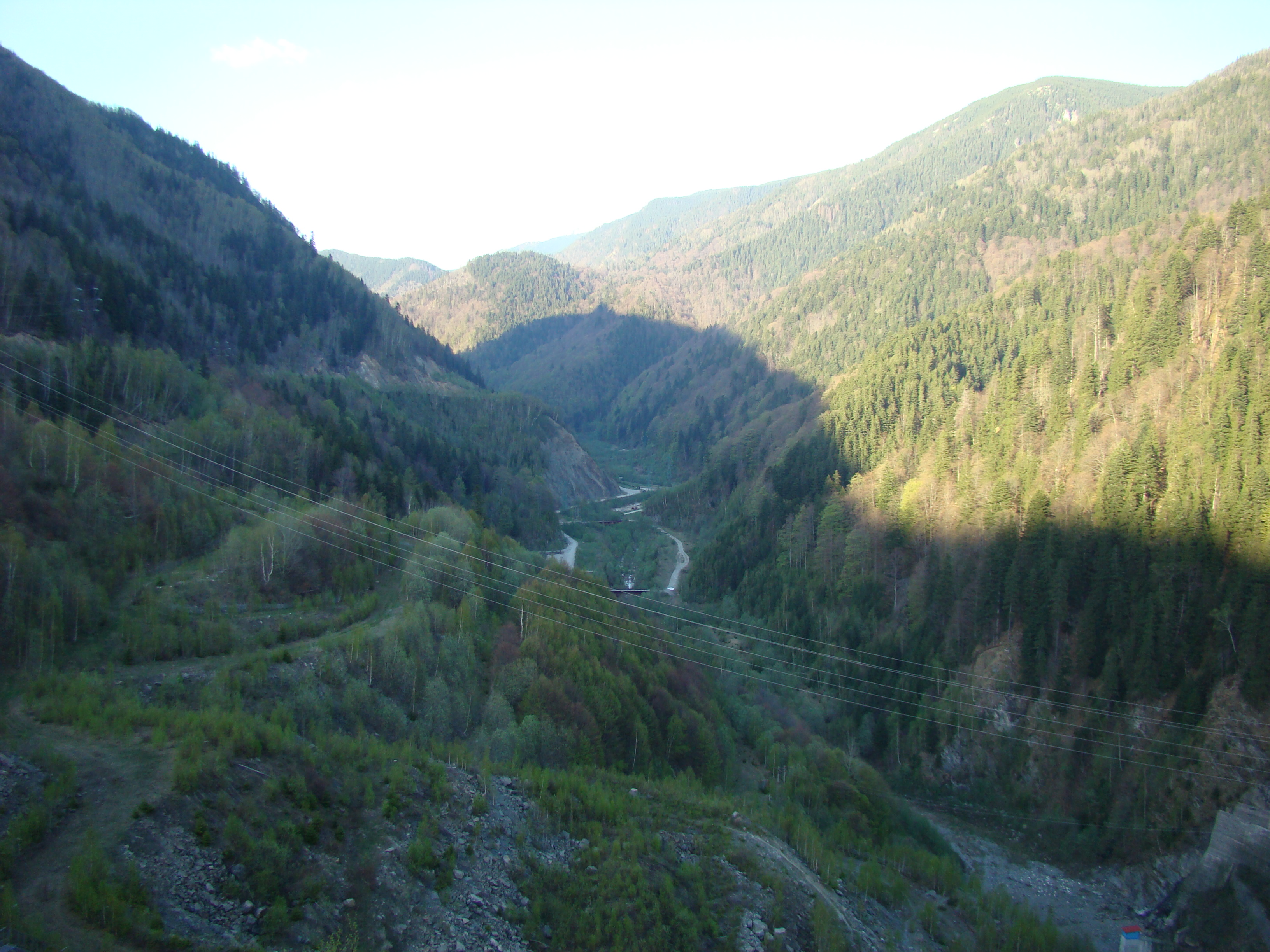
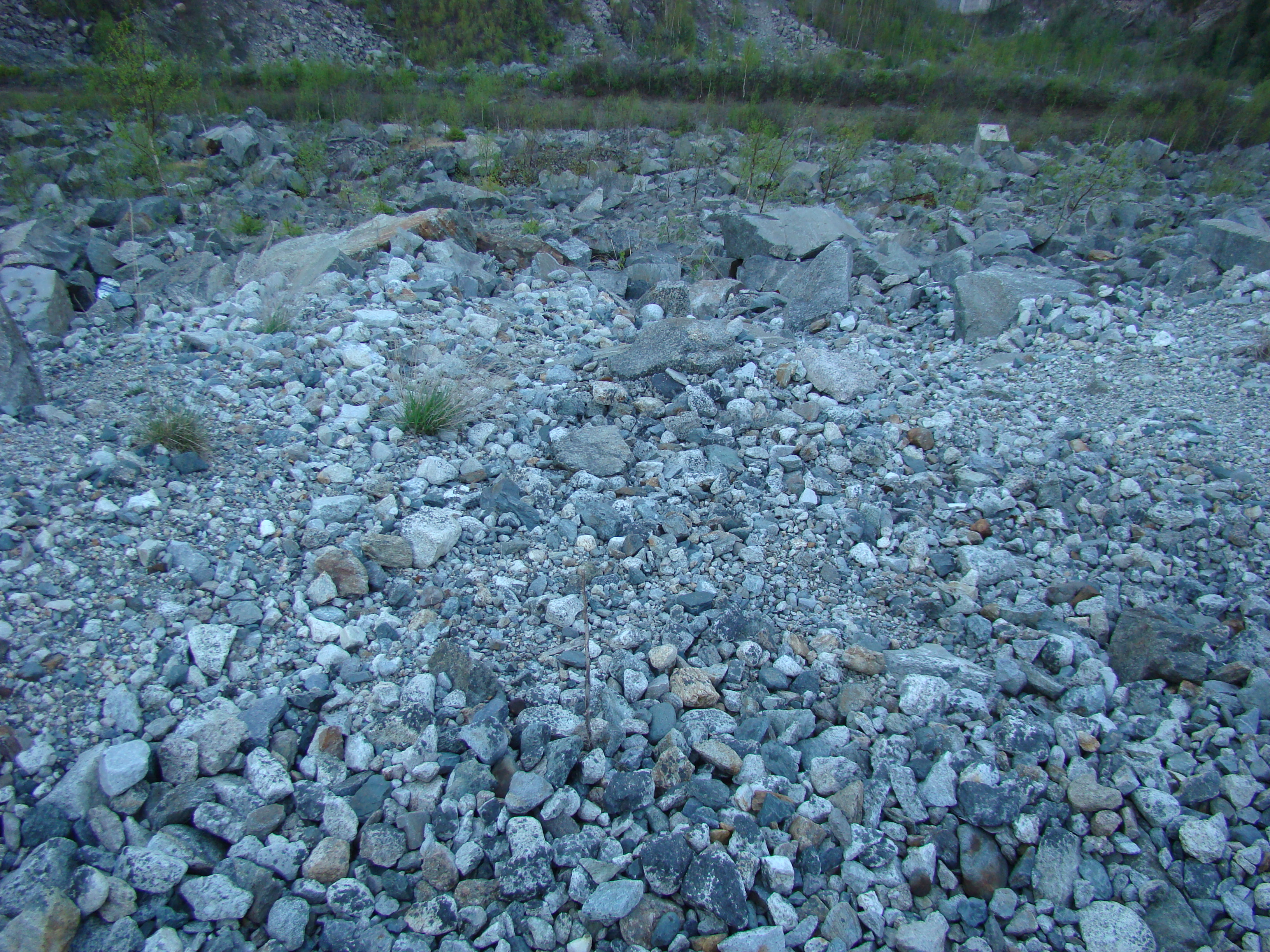
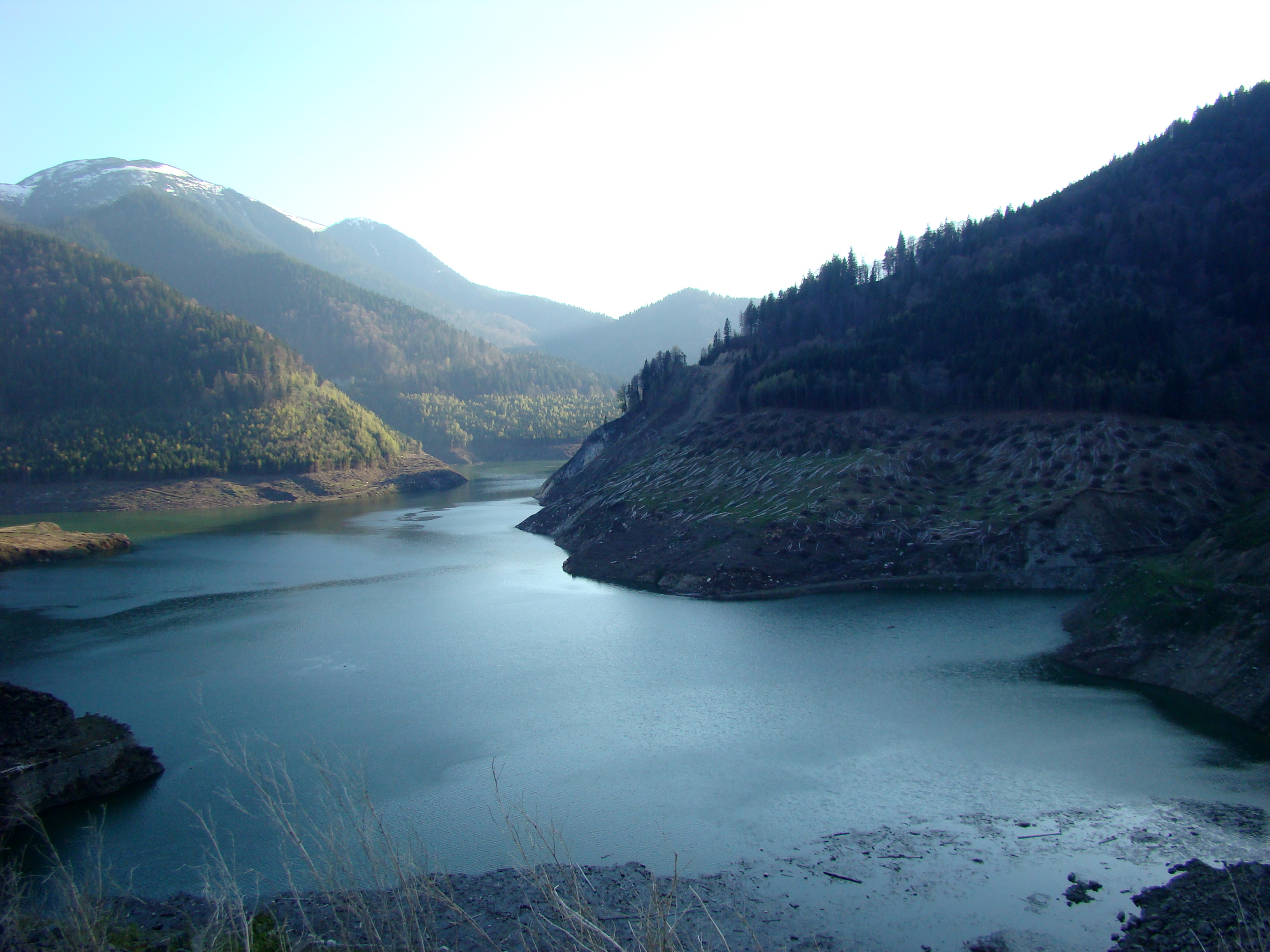